# Tufara di Fiano
Situata a nord del comune di Nocera Inferiore la tufara di Fiano è la storica cava di tufo grigio della città.

## Le estrazioni
I principali minerali estratti dalla cava sono la breislakite, la nocerite, la hörnesite, la ralstonite e la fluosiderite. Sono presenti anche la microsommite, la mica, l'ematite di habitus aciculare e quella terrosa pneumatolitica, la fluorite, l'idrodolomite, la dolomite fluorifera e l'aragonite.

## Storia
Il tufo grigio di Nocera ha rappresentato uno dei principali materiali da costruzione di tutto l'Agro nocerino-sarnese. 
- A Pompei si parla di una "età del tufo" (dal 200 all'80 a.C.). Il tufo sostituì il calcare estratto a Sarno.

- Un'ulteriore testimonianza del gran lavoro che doveva esserci nelle tufare della città ci viene dalla testimonianza di Senofonte Efesio (scrittore greco vissuto, stando al lessico Suda, tra il II ed il III secolo d.C.), il quale nel suo romanzo Racconti efesii intorno ad Abracóme e Anzia, dopo varie peripezie, fa giungere il suo protagonista a Nuceria, in Campania, a lavorare nelle cave di pietra.

- I cunicoli delle tufare furono usate dai nocerini anche come ricovero nel corso della Seconda guerra mondiale.